# Afrorheithrus mirus
Afrorheithrus mirus is een schietmot uit de familie Philorheithridae. De soort komt voor in het Afrotropisch gebied.